# Lee Seung-gi (attore)
Lee Seung-gi (이승기?; Seul, 13 gennaio 1987) è un cantante e attore sudcoreano.
Ha studiato quattro anni alla "Dongguk University", laureandosi in Commercio Internazionale il 20 febbraio 2009 e ricevendo un premio speciale dall'ateneo. Successivamente, ha iniziato un master in Contenuti Culturali alla Dongguk's Graduate School of Digital Image & Contents.

## Carriera

### Cantante (2004-oggi)
Scoperto dalla cantante Lee Sun-hee, Lee Seung-gi si allenò per due anni prima di debuttare il 5 giugno 2004, all'età di 17 anni. Because You're My Girl, la canzone di debutto tratta dal primo album The Dream Of A Moth, divenne una popolare ballata, che gli fece vincere il premio come miglior esordiente in varie cerimonie di premiazione, come il M.net KM Music Festival e i Seoul Music Award. Nel 2007, vinse il premio come miglior solista uomo al M.net KM Music Festival con il brano White Lie dal terzo album Story Of Separation.
Lee pubblicò un singolo digitale, Will You Marry Me, nel 2009, che vinse il "Digital Single Bonsang" ai ventiquattresimi Golden Disk Awards. Nel 2010, registrò una nuova versione del suo singolo Smile Boy trasformandolo in un duetto con la pattinatrice artistica Kim Yuna, che divenne la canzone ufficiale del campionato mondiale di calcio 2010 in Corea del Sud. Ricevette anche il premio "Digital Single Bonsang" per la seconda volta consecutiva ai Golden Disk Awards co il pezzo Love Taught Me To Drink.
Il 6 marzo 2012, Lee debuttò ufficialmente in Giappone con l'album Time for Love (tradotto anche come Alone in Love, Generation of Love o Era of Love) e un singolo omonimo che si classificò primo nella Oricon Daily Chart. Il 22 novembre uscì il mini-album Forest. Il brano Return (o Looking Back) raggiunse la vetta nelle classifiche Instiz, Circle Chart e Billboard Korea K-Pop Hot 100 per settimane. Nella Gaon Chart, in particolare, restò alla prima posizione per tutto il mese di dicembre. Registrò anche il record come canzone ad essere rimasta per più tempo al primo posto della Billboard's Korea K-Pop Hot 100: resistette infatti per sei settimane.

### Attore (2006-oggi)
Nel 2005, Lee Seung-gi fece un'apparizione come guest star nella sitcom Nonstop. Debuttò ufficialmente come attore nel 2006, nel drama Somunnan chilgongju. Nel 2008, gli venne offerto il ruolo del protagonista nella serie storica Dor-a-on Iljimae, ma dovette rifiutare a causa dei numerosi impegni.
Il suo primo ruolo da protagonista fu in Channanhan yusan del 2009, in cui recitò al fianco delle attrici Han Hyo-joo e Moon Chae-won. Il drama fu, nella sua fascia oraria, il programma più visto per dieci settimane consecutive e terminò il 26 luglio 2009 con il ventottesimo episodio, che ottenne uno share del 47,1%. Con questa serie, Lee vinse i premi "Excellence in Acting", "Top 10 Stars" e "Best Couple" (con Han Hyo-joo) agli SBS Drama Awards di quell'anno. Ricevette gli stessi tre premi anche l'anno successivo con il drama Nae yeojachin-guneun gumiho, in cui recitò con Shin Min-a.
Nel 2012, fu il protagonista del drama The King 2 Hearts, mentre nel 2013 interpretò il personaggio principale Choi Kang-chi nella serie storica Guga-ui seo.

### MC (2007–oggi)
Lee Seung-gi fu membro fisso della prima stagione dello show 1bak 2il, da novembre 2007 a febbraio 2012. Nel 2008, ricevette il premio "Best Popularity" ai KBS Entertainment Awards per la fama ottenuta con 1 Night 2 Days, che gli permise anche di ottenere il "Top Excellence MC" ai KBS Entertainment Awards due anni dopo e il premio "Daesang" con gli altri membri del cast nel 2011.
Da ottobre 2009, Lee presentò, insieme al collega Kang Ho-dong, il talk show Strong Heart. A settembre 2011, Kang lasciò il programma e Lee rimase da solo, ricevendo però molto apprezzamento da parte degli spettatori. Per il suo lavoro come MC, ricevette il premio "Top Excellence MC" agli SBS Entertainment Awards per due anni consecutivi, nel 2010 e nel 2011. A marzo 2012, Lee Seung-gi annunciò che avrebbe lasciato Strong Heart per concentrarsi sulla sua carriera di cantante. L'ultimo episodio che lo vedeva come presentatore fu trasmesso il 3 aprile. Nel 2018 presentò la terza edizione del talent show Produce 101, Produce 48.

### Altre attività
Lee Seung-gi ha numerosi contratti come endorser: dai servizi bancari della KB Kookmin Bank, agli abiti Heritory, al Pizza Hut Korea, fino ai condizionatori Samsung. Si è anche classificato più volte primo nelle classifiche mensili degli ensorser preferiti.
Il 23 giugno 2012, è stato uno dei tedofori scelti da Samsung per i Giochi della XXX Olimpiade. Portò la torcia da Rochdale Stratford Avenue a Manchester Road.
Il 30 ottobre 2012, la Commissione Elettorale della Corea del Sud lo nominò Ambasciatore Onorario Online in occasione della campagna a favore di elezioni presidenziali eque e pulite.

## Vita privata
Ha sposato l'attrice Lee Da-in il 7 aprile 2023. Hanno avuto una figlia il 5 febbraio 2024.

## Discografia

### Album
- 2004 – The Dream Of A Moth (EMI Music Korea)
- 2006 – Crazy For You (Direct Media)
- 2007 – Story Of Separation (Vitamin Entertainment)
- 2009 – Shadow (Hook Entertainment)
- 2011 – Tonight (Hook Entertainment)

#### Album remake
- 2006 – When A Man Loves A Woman (Vitamin Entertainment)
- 2008 – When A Man Loves A Woman Vol. 2 (Vitamin Entertainment)

#### Album giapponesi
- 2012 – Time for Love (Universal Music Japan)

#### Album live
- 2007 – Love – The 1st Concert
- 2011 – Hope Concert in Seoul 2010 (Japan Version)
- 2011 – Hope Concert in Seoul 2010 (Korean Version)
- 2012 – Hope Concert in Seoul 2011 (Korean Version)
- 2012 – Japan First Concert in JAPAN 2012
- 2013 – Hope Concert in Seoul 2012 (Korean Version)
- 2013 – Japan Second Concert in JAPAN 2013
- 2014 – Hope Concert in Seoul 2013 (Korean Version)

### EP
- 2007 – Unfinished Story (Vitamin Entertainment)
- 2010 – Shadow (Repackage) (Hook Entertainment)
- 2012 – Forest (Hook Entertainment)

### Raccolte
- 2012 – Lee Seung Gi – The Best

### Singoli
- 2004 – Confession (고해) (Remake)
- 2008 – Let's Go On A Vacation (여행을 떠나요) (Remake)
- 2009 – Will You Marry Me (결혼해 줄래) (feat. Bizniz)
- 2009 – Like The Beginning, Just Like Then (처음처럼 그때처럼) (feat. Minkyung delle Davichi)
- 2010 – Smile Boy (Rock ver.) (feat Kim Yuna)
- 2010 – Smile Boy 2010
- 2010 – Losing My Mind (정신이 나갔었나봐)
- 2010 – From Now On I Love You (지금부터 사랑해)
- 2011 – Time for Love (연애시대) (feat. Ra.D e Han Hyo-joo)
- 2013 – Last Word (마지막 그 한마디)

### Videoclip
- 2004 – Because You're My Girl (내 여자라니까)
- 2004 – Delete (삭제)
- 2006 – Words That Are Hard To Say (하기 힘든 말)
- 2006 – Shape Of Your Lips (입모양)
- 2006 – Please (제발)
- 2006 – Desire And Hope (원하고 원망하죠)
- 2006 – Addio (아디오)
- 2006 – Tears (눈물)
- 2007 – White Lie (착한 거짓말)
- 2007 – Why... Are You Leaving (왜...가니)
- 2008 – I'll Give You All (다 줄꺼야)
- 2008 – Let's Go on a Vacation (여행을 떠나요)
- 2009 – Let's Break Up (우리 헤어지자)
- 2010 – Smile Boy (Rock ver.)
- 2010 – Losing My Mind (정신이 나갔었나봐)
- 2010 – From Now On I Love You (지금부터 사랑해)
- 2011 – Aren't We Friends (친구잖아)
- 2012 – Time for Love (恋愛時代)
- 2012 – Aren't We Friends (チングジャナ -友達だから-)
- 2012 – Return (되돌리다)
- 2012 - An Invitation For Me (나에게 초대)
- 2013 - Last Word (마지막 그 한마디)

## Filmografia
- Nonstop – serie TV (2005)
- Somunnan chilgongju – serie TV (2006)
- Channanhan yusan – serie TV, 28 episodi (2009)
- Nae yeojachin-guneun gumiho – serie TV, 16 episodi (2010)
- Choego-ui sarang – serie TV (2011)
- The King 2 Hearts – serie TV, 20 episodi (2012)
- Guga-ui seo – serie TV, 22 episodi (2013)
- Neohuideur-eun po-widwaetda (너희들은 포위됐다?) - serie TV, 20 episodi (2014)
- Oneur-ui yeon-ae (오늘의 연애), regia di Park Jin-pyo (2015)
- Producer (프로듀사) – serie TV, episodio 6 (2015)
- A Korean Odyssey – serie TV (2016-2017)
- Vagabond – serie TV (2019)
- Mouse – serie TV (2021)

## Riconoscimenti

### Premi annuali
| Anno                                            | Premio                                                | Categoria                                     | Opera                                |
| ----------------------------------------------- | ----------------------------------------------------- | --------------------------------------------- | ------------------------------------ |
| 2004                                            | M.net KM Music Festival                               | Best Newcomer                                 | Canzone – Because You're My Girl     |
| 2004                                            | 15th Seoul Music Award                                | Best Newcomer                                 | Canzone – Because You're My Girl     |
| 2004                                            | SBS Music Awards                                      | Best Newcomer                                 | Canzone – Because You're My Girl     |
| 2004                                            | MBC Best 10 Singers Music Festival                    | Best Newcomer                                 | Canzone – Because You're My Girl     |
| 2004                                            | MBC Entertainment Awards                              | Special Singer Award                          | Canzone – Because You're My Girl     |
| 2006                                            | M.net KM Music Festival                               | Excellence Award (Ballad)                     | Canzone – Words That Are Hard To Say |
| 2006                                            | SBS Music Awards                                      | Bonsang Award                                 | Canzone – Words That Are Hard To Say |
| 2006                                            | Korea Best Dresser Awards                             | Singer Award                                  |                                      |
| 2007                                            | M.net KM Music Festival                               | Best Male Solo Artist                         | Canzone – White Lie                  |
| 2008                                            | Korea Entertainment Arts Awards                       | Best Male Singer (Ballad)                     |                                      |
| 2008                                            | KBS Entertainment Awards                              | Popularity Award                              | Variety show – 1 Night 2 Days        |
| 2009                                            | Korea Advertiser Awards                               | Model of the Year                             |                                      |
| 2009                                            | Golden Disk Awards                                    | Digital Single Bonsang Award                  | Canzone – Will You Marry Me          |
| 2009                                            | SBS Entertainment Awards                              | Netizens' Popularity Award                    | Variety show – Strong Heart          |
| 2009                                            | SBS Review of Programs (Jul–Dec 2009)                 | MC Special Award                              | Variety show – Strong Heart          |
| 2009                                            | M.net 20's Choice Awards                              | Hot Male Drama Star                           | Drama – Channanhan yusan             |
| 2009                                            | SBS Drama Awards                                      | Excellence in Acting (Special Production)     | Drama – Channanhan yusan             |
| 2009                                            | SBS Drama Awards                                      | Best Couple Award con Han Hyo-joo             | Drama – Channanhan yusan             |
| 2009                                            | SBS Drama Awards                                      | Top 10 Stars Award                            | Drama – Channanhan yusan             |
| 2010                                            |                                                       |                                               | Drama – Channanhan yusan             |
| Seoul International Drama Awards                | Netizens' Popularity Award (Korea)                    |                                               | Drama – Channanhan yusan             |
| 46th Baeksang Arts Awards                       | Male Popularity Award (TV Division)                   |                                               | Drama – Channanhan yusan             |
| Korea Advertiser Awards                         | Model of the Year                                     |                                               |                                      |
| Golden Disk Awards                              | Digital Single Bonsang Award                          | Canzone – Love Taught Me To Drink             |                                      |
| Melon Music Awards                              | Top 10 Artists Award                                  | Canzone – Losing My Mind                      |                                      |
| Melon Music Awards                              | Special OST Award                                     | Canzone – Losing My Mind                      |                                      |
| KBS Entertainment Awards                        | Top Excellence MC Award (Show/Entertainment Division) | Variety show – 1 Night 2 Days                 |                                      |
| SBS Entertainment Awards                        | Netizens' Popularity Award                            | Variety show – Strong Heart                   |                                      |
| SBS Entertainment Awards                        | Top Excellence MC Award                               | Variety show – Strong Heart                   |                                      |
| SBS Drama Awards                                | Best Couple con Shin Min-a                            | Drama – Nae yeojachin-guneun gumiho           |                                      |
| SBS Drama Awards                                | Top 10 Stars Award                                    | Drama – Nae yeojachin-guneun gumiho           |                                      |
| SBS Drama Awards                                | Excellence in Acting (Drama Special)                  | Drama – Nae yeojachin-guneun gumiho           |                                      |
| Korean Ministry of Culture, Sports, and Tourism | Hallyu Merit Award                                    |                                               |                                      |
| 2011                                            |                                                       |                                               |                                      |
| Savings' Day                                    | President Citation                                    |                                               |                                      |
| KBS Entertainment Awards                        | Grand Award (con il cast di 1 Night 2 Days)           | Variety show – 1 Night 2 Days                 |                                      |
| SBS Entertainment Awards                        | Netizens' Popularity Award                            | Variety show – Strong Heart                   |                                      |
| SBS Entertainment Awards                        | Top Excellence MC Award (Talk Show Division)          | Variety show – Strong Heart                   |                                      |
| 2012                                            | 21st Seoul Music Awards                               | Popularity Award                              | Canzone – Aren't We Friends          |
| 2012                                            | 21st Seoul Music Awards                               | Bonsang Award                                 | Canzone – Aren't We Friends          |
| 2012                                            | 1st Circle Chart K-Pop Awards                         | Singer of the Year Award (#1 a ottobre 2011)  | Canzone – Time for Love              |
| 2013                                            | 22nd Seoul Music Awards                               | Popularity Award                              | Canzone – Return                     |
| 2013                                            | 22nd Seoul Music Awards                               | Bonsang Award                                 | Canzone – Return                     |
| 2013                                            | 2nd Circle Chart K-Pop Awards                         | Singer of the Year Award (#1 a dicembre 2012) | Canzone – Return                     |
| 2013                                            | Mnet Asian Music Awards                               | Best Vocal Performance – Male                 | Canzone – Return                     |
| 2013                                            | MBC Drama Awards                                      | Best Couple Award con Bae Suzy                | Drama – Guga-ui seo                  |
| 2013                                            | MBC Drama Awards                                      | Popularity Award                              | Drama – Guga-ui seo                  |
| 2013                                            | MBC Drama Awards                                      | Male High Excellence Award for Mini-Series    | Drama – Guga-ui seo                  |

### Programmi musicali
| Anno | Canzone                    | Programma |
| ---- | -------------------------- | --- |
| 2004 | Because You're My Girl     | - Inkigayo – Mutizen Song (22 agosto) |
| 2006 | Words That Are Hard To Say | - M! Countdown – First Place (2 marzo) - M! Countdown – First Place (30 marzo) - Inkigayo – Mutizen Song (2 aprile)                                                                            |
| 2006 | Please                     | - M! Countdown – First Place (28 settembre) - Inkigayo – Mutizen Song (1º ottobre) - M! Countdown – First Place (12 ottobre)                                                                   |
| 2007 | White Lie                  | - M! Countdown – First Place (13 settembre) - Inkigayo – Mutizen Song (16 settembre) |
| 2008 | I'll Give You All          | - M! Countdown – First Place (24 aprile) - Music Bank – K-Chart First Place (25 aprile) |
| 2009 | Let's Break Up             | - Inkigayo – Mutizen Song (4 ottobre) - Inkigayo – Mutizen Song (11 ottobre) |
| 2011 | Aren't We Friends          | - Inkigayo – Mutizen Song (20 novembre) |
| 2012 | Return                     | - M! Countdown – First Place (29 novembre) - M! Countdown – First Place (6 dicembre) - Music Bank – K-Chart First Place (7 dicembre) - M! Countdown – First Place & Triple Crown (13 dicembre) |